# Бад-Лаутерберг
Бад-Лаутерберг (нім. Bad Lauterberg) — місто в Німеччині, розташоване в землі Нижня Саксонія. Входить до складу району Геттінген.
Площа — 41,54 км2. Населення становить 10 290 ос. (станом на 31 грудня 2021).